# Wauthier de Ligne
Wauthier de Ligne (Château de Belœil, 10 de julio de 1952 - Château de Belœil, 15 de agosto de 2022) fue un príncipe de Bélgica, miembro de la Casa de Ligne.
Nacido el 10 de julio de 1952 en la casa familiar, Château de Beloeil, el príncipe Wauthier Philippe Féliz Marie Lamoral de Ligne era hijo del príncipe Antoine, decimotercer príncipe de Ligne (1925-2005), y la princesa Alix de Luxemburgo (1929-2019), que se casó en 1950. Coincidentemente, el príncipe Wauthier y su prima hermana, la archiduquesa Alexandra de Austria, nacieron el 10 de julio de 1952 en Beloeil; Alexandra es la hija de la tía de Wauthier, la princesa Yolanda, y de su difunto esposo, el archiduque Carlos Luis de Austria. Wauthier tuvo seis hermanos: el príncipe Michel (n. 1951; se casó con la princesa Leonor de Orléans-Brangaça), la princesa Anne-Marie (n. 1954), la princesa Christine (n. 1955; se casó con el príncipe Antônio de Orléans-Brangaça), la princesa Sophie ( n. 1957; se casó con el conde Philippe de Nicolay), el príncipe Antoine (n. 1959; se casó con la condesa Jacqueline de Lannoy) y la princesa Yvonne (n. 1964)
El lunes 15 de agosto de 2022, el príncipe Wauthier de Ligne murió en un hospital cerca de Beloeil tras una larga enfermedad. Tenía setenta años.
El funeral del Príncipe Wauthier de Ligne tuvo lugar el 22 de agosto en l'église Saint-Pierre de Belœil.